# 赵令胜
赵令胜（？—？），天水郡新县（今甘肃省天水市秦州区）人，北魏官员。

## 生平
赵令胜是后秦尚书左仆射赵迁的六世孙，据《魏书》记载，刘裕消灭后秦姚泓，将赵迁的子孙迁徙到建业。但赵令胜哥哥赵超宗墓志显示其近代祖先清河郡太守赵某在后秦灭亡后迁居到梁州汉中地区。北魏太和、景明年间，赵超宗与堂叔赵翼、哥哥赵超宗、堂兄弟赵遐赵叔隆赵穆等人相继归降北魏。赵令胜身高八尺，豪放不受拘束，有气力，在北魏历任河北郡恒农郡二郡太守，都因为贪婪暴虐被定罪，被御史弹劾，遇到大赦免罪。神龟末年，赵令胜以后将军、太中大夫外任恒农郡太守，在任内去世。赵令胜受到宠妾潘氏的迷惑，离弃了夫人羊氏，夫妻互相诉讼，连续揭发对方隐秘不可告人的事，丑恶污秽之行朝野声闻。

## 家庭

### 兄弟
- 赵超宗，北魏征虏将军、河东郡太守、寻阳成伯

### 夫人
- 羊□姿，出自泰山羊氏，北魏光禄大夫、平北将军、钜平景子羊祉长女[4]

### 子女
- 赵让，北周虞部大夫、通州刺史、骠骑将军、右光禄大夫、朝歌县开国公